# Кресент-Міллс (Каліфорнія)
Кресент-Міллс (англ. Crescent Mills) — переписна місцевість (CDP) в США, в окрузі Плумас штату Каліфорнія. Населення — 206 осіб (2020).

## Географія
Кресент-Міллс розташований за координатами 40°6′3″ пн. ш. 120°55′18″ зх. д. / 40.10083° пн. ш. 120.92167° зх. д. (40.100720, -120.921693).  За даними Бюро перепису населення США в 2010 році переписна місцевість мала площу 10,98 км², уся площа — суходіл.

## Демографія
Згідно з переписом 2010 року, у переписній місцевості мешкало 196 осіб у 93 домогосподарствах у складі 54 родин. Густота населення становила 18 осіб/км².  Було 115 помешкань (10/км²).
Расовий склад населення:
| - 87,8 % — білих - 7,7 % — корінних американців - 0,5 % — чорних або афроамериканців |

До двох чи більше рас належало 4,1 %. Частка іспаномовних становила 13,3 % від усіх жителів.
За віковим діапазоном населення розподілялося таким чином: 18,9 % — особи молодші 18 років, 59,7 % — особи у віці 18—64 років, 21,4 % — особи у віці 65 років та старші. Медіана віку мешканця становила 52,6 року. На 100 осіб жіночої статі у переписній місцевості припадало 90,3 чоловіків;  на 100 жінок у віці від 18 років та старших — 89,3 чоловіків також старших 18 років.
Цивільне працевлаштоване населення становило 89 осіб. Основні галузі зайнятості: мистецтво, розваги та відпочинок — 44,9 %, сільське господарство, лісництво, риболовля — 29,2 %, будівництво — 6,7 %.